# Pływanie na Letnich Igrzyskach Olimpijskich 1932 – 100 m stylem dowolnym kobiet
Wyścig na 100 metrów stylem dowolnym kobiet był jedną z konkurencji pływackich rozgrywanych podczas X Letnich Igrzysk Olimpijskich w Los Angeles. Wystartowało 20 zawodniczek z dziesięciu reprezentacji.
Dominacja Helene Madison w światowym kobiecym pływaniu rozpoczęła się na dwa lata przed igrzyskami. Biła ona rekord za rekordem, a w 1931 roku otrzymała tytuł najlepszej sportsmenki od Associated Press. Amerykanka awansowała do finału, lecz jej start w drugim wyścigu półfinałowym, gdzie po mocnym starcie osłabła i zakończyła go z czasem gorszym niż trzeci wynik pierwszego wyścigu, przyniósł moment zwątpienia. Czternastoletnia holenderka Willemijntje den Ouden bijąc rekord olimpijski w półfinale stała się najgroźniejszą rywalką Madison. W finale Amerykanka rozpoczęła mocno i wysunęła się na prowadzenie, lecz na 25 metrów od mety uderzyła w linkę wyznaczającą tor, przez co straciła prędkość. Mimo wszystko udało się jej zakończyć wyścig przed Holenderką i sięgnąć po złoto.

## Rekordy
| Rekord świata     | 1:06,6 | Helene Madison   | Boston (USA)    | 20 kwietnia 1931 |
| Rekord olimpijski | 1:11,0 | Albina Osipowich | Amsterdam (NED) | 11 sierpnia 1928 |

## Wyniki

### Eliminacje
Dwie najszybsze zawodniczki z każdego wyścigu i najszybsza z trzeciego miejsca awansowały do półfinału.
Wyścig 1
| Miejsce | Zawodniczka       | Czas   | Uwagi |
| ------- | ----------------- | ------ | ----- |
| 1       | Cornelia Laddé    | 1:12,1 | Q     |
| 2       | Yvonne Godard     | 1:12,2 | Q     |
| 3       | Valerie Davies    | 1:12,7 |       |
| 4       | Hatsuho Matsuzawa | 1:17,1 |       |
| 5       | Marjorie Linton   | 1:19,9 |       |

Wyścig 2
| Miejsce | Zawodniczka     | Czas   | Uwagi |
| ------- | --------------- | ------ | ----- |
| 1       | Joyce Cooper    | 1:09,0 | Q     |
| 2       | Josephine McKim | 1:09,3 | Q     |
| 3       | Frances Bult    | 1:11,4 | q     |
| 4       | Maria Vierdag   | 1:13,3 |       |
| 5       | Irene Mullen    | 1:15,2 |       |

Wyścig 3
| Miejsce | Zawodniczka    | Czas   | Uwagi |
| ------- | -------------- | ------ | ----- |
| 1       | Helene Madison | 1:08,9 | Q     |
| 2       | Jenny Maakal   | 1:11:0 | Q     |
| 3       | Lilli Andersen | 1:11,6 |       |
| 4       | Edna Hughes    | 1:15,1 |       |
| 5       | Kazue Kojima   | 1:16,2 |       |

Wyścig 4
| Miejsce | Zawodniczka             | Czas   | Uwagi |
| ------- | ----------------------- | ------ | ----- |
| 1       | Eleanor Garatti-Saville | 1:08,5 | Q     |
| 2       | Willemijntje den Ouden  | 1:09,2 | Q     |
| 3       | Yukie Arata             | 1:16,1 |       |
| 4       | Irene Pirie-Milton      | 1:16,3 |       |
| 5       | Maria Lenk              | 1:25,8 |       |

### Półfinały
Trzy najszybsze zawodniczki z każdego półfinału awansowały do finału.
Półfinał 1
| Miejsce | Zawodniczka             | Czas   | Uwagi |
| ------- | ----------------------- | ------ | ----- |
| 1       | Willemijntje den Ouden  | 1:07,6 | Q     |
| 2       | Eleanor Garatti-Saville | 1:08,8 | Q     |
| 3       | Josephine McKim         | 1:08,8 | Q     |
| 4       | Joyce Cooper            | 1:09,2 |       |
| 5       | Yvonne Godard           | 1:14,1 |       |

Półfinał 2
| Miejsce | Zawodniczka    | Czas   | Uwagi |
| ------- | -------------- | ------ | ----- |
| 1       | Helene Madison | 1:09,9 | Q     |
| 2       | Frances Bult   | 1:10,2 | Q     |
| 3       | Jenny Maakal   | 1:10,6 | Q     |
| 4       | Cornelia Laddé | 1:11,8 |       |

### Finał
| Miejsce | Zawodniczka             | Czas   |
| ------- | ----------------------- | ------ |
| 1       | Helene Madison          | 1:06,8 |
| 2       | Willemijntje den Ouden  | 1:07,8 |
| 3       | Eleanor Garatti-Saville | 1:08,2 |
| 4       | Josephine McKim         | 1:09,3 |
| 5       | Frances Bult            | 1:09,9 |
| 6       | Jenny Maakal            | 1:10,8 |